# Storia di un uomo inutile
Storia di un uomo inutile (in russo Жизнь ненужнаго человѣка?) è un romanzo di Maksim Gor'kij pubblicato nel 1908.

## Trama
Nel periodo della Russia prerivoluzionaria, un ragazzo orfano di nome Evsej Klimkov lascia la campagna e si trasferisce a Mosca per vivere con uno zio, proprietario di un negozio e che si guadagna da vivere vendendo libri proibiti e informando la polizia. Un giorno, l'uomo viene assassinato e il giovane e fragile Klimkov viene ingaggiato, come suo zio, dalla polizia zarista, di cui diviene un informatore. Ben presto, Klimkov sviluppa una forte ammirazione nei confronti dei rivoluzionari, ma allo stesso tempo capisce di dover eseguire gli ordini per il suo bene: quando non è in grado di raccogliere informazioni sufficienti sui sospettati, le inventa pur di giustificare la sua attività agli occhi dei superiori. In un'operazione, Klimkov riesce a convincere alcuni rivoluzionari a stampare degli opuscoli contro il regime zarista, fornendo loro tutte le risorse per la stampa e poi, all'ultimo, li segnala e li fa arrestare. Pur avendo svolto alla perfezione il ruolo di agente provocatore, Klimkov cerca di assassinare il capo della polizia, per vendicarsi del suo stesso destino più che per un atto di redenzione, ma fallisce il tentativo e si impicca.

## Edizioni
- Maksim Gor'kij, Storia di un uomo inutile, traduzione di Francesca Biagini, UTET, 2009, ISBN 9788802081205.